# Blakea acostae
Blakea acostae är en tvåhjärtbladig växtart som beskrevs av John Julius Wurdack. Blakea acostae ingår i släktet Blakea och familjen Melastomataceae. Inga underarter finns listade i Catalogue of Life.